# Karin Bachner

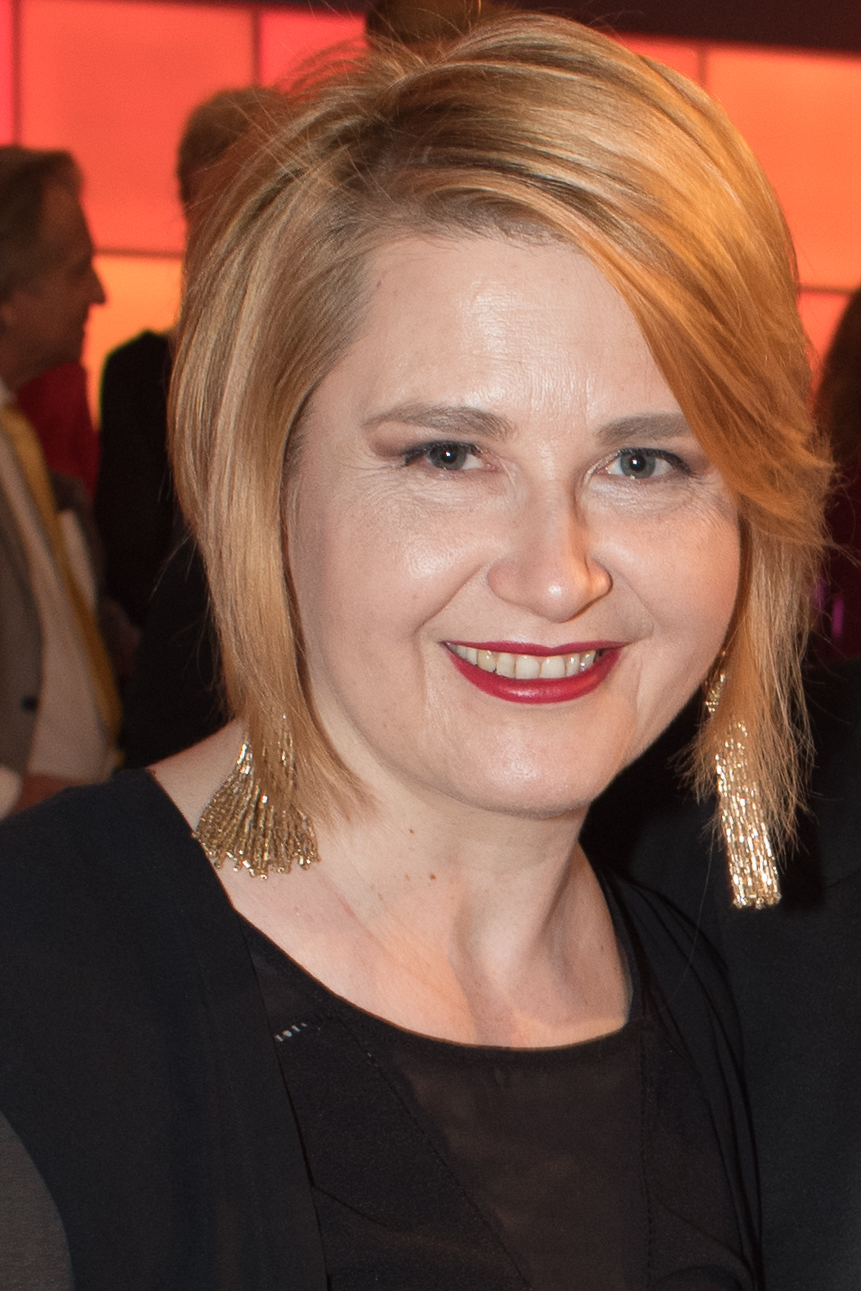
Karin Bachner 2017

Karin Bachner-Ravelhofer (* 3. Februar 1969 in Linz als Karin Ravelhofer) ist eine österreichische Jazzsängerin, Singer-Songwriterin und Vocalcoach.

## Leben und Wirken
Bachner sang bereits im frühen Jugendalter in verschiedenen Chören und machte erste Bühnenerfahrungen mit Gospel-, Soul- und Salsagruppen. 1991 begann sie ein Studium der Musikalischen Elementarerziehung, dem sich ab 1995 ein Studium des Jazzgesangs bei Elfi Aichinger und Leila Thigpen am Bruckner-Konservatorium Linz anschloss; auch besuchte sie Workshops bei Norma Winstone, Ines Reiger, Kevin Mahogany, Romana Carén, Noelle Turner, Bob Stoloff und Dean Kaelin. Bereits während des Studiums lehrte sie ab 1994 an der Landesmusikschule Leonding, seit 1999 an der Landesmusikschule Puchenau; von 2001 bis 2008 war sie Referentin für Stimmbildung an der Musical Theater Academy Puchenau. Später studierte sie am Complete Vocal Institute in Kopenhagen.
Gemeinsam mit Miriam Fuchsberger gründete sie 2003 den 100-köpfigen Jazz-Chor United Voices, den sie zehn Jahre lang leitete. Weiterhin kam es zur Zusammenarbeit mit Richard Oesterreicher, Elfi Aichinger, Velvet Voices, Dorretta Carter, Sanmera, Gospel & More, Inspired und dem Upper Austrian Jazz Orchestra; auch trat sie zusammen mit ihrem Mann in dessen Robert Bachner Big Band auf. Daneben fungierte sie als Leiterin des Vienna Gospel Choir und war in den Musicals The Wiz und Lukas – das Musical zu erleben. Auch ist sie als Solistin bei Longfield Gospel tätig und als Sängerin in der Wanzenband von Barbara Bruckmüller.
Bachner gründete unter eigenem Namen ein Quartett, dem 2008 Robert Schönherr, Karl Sayer und Peter Kronreif angehörten. Das Programm Winter Wonder Jazz präsentierte sie mit diesem Quartett und Richard Oesterreicher, das Programm Spotlight on Ella Fitzgerald mit dem Würzburg Jazz Orchestra und der Richard Oesterreicher bzw. der Robert Bachner Big Band. 2017 gründete sie gemeinsam mit Oesterreicher Karin Bachner & The Pocket Big Band. 2018 veröffentlichte sie die Wienerlied-Version des ESC-Siegersongs 2017 „Amar pelos dois“ unter dem Titel „Liebe genug für uns zwei“ mit ihrem eigenen Text. 2020 trat sie auch im Duo Swing das Ding mit Jörg Seidel auf.

## Privatleben
Karin Bachner ist seit 2003 mit dem österreichischen Jazzposaunist & Komponisten Robert Bachner verheiratet.

## Preise und Auszeichnungen
Auf dem Jazzfest Wien wurde sie 2006 mit dem Vocal Award ausgezeichnet. Ihre CD Winter Wonder Jazz gewann 2009 den dritten Platz im Concerto Pool in der Kategorie „Jazzalbum des Jahres“.

## Diskographische Hinweise
- Karin Bachner Quartett Spring Is on the Way (ATS Records 2006, mit Robert Schönherr, Karl Sayer, Klemens Marktl)
- Robert Bachner Big Band feat. Karin Bachner und Helmar Hill Spotlight on Ella Fitzgerald (ATS Records 2007)
- Karin Bachner Group feat. Richard Oesterreicher Winter Wonder Songs (ATS-Records 2009)
- Karin Bachner/Richard Oesterreicher Liebe Genug für uns zwei (ATS Records 2018; Single, Cover von Amar pelos dois, des ESC Siegersongs 2017)
- Karin Bachner & The Pocket Big Band Ella Forever – A Tribute to Ella Fitzgerald (ATS Records 2019)

## Lexikalische Einträge
- Georg Demcisin: Karin Bachner. In: Oesterreichisches Musiklexikon. Online-Ausgabe, Wien 2002 ff., ISBN 3-7001-3077-5; Druckausgabe: Band 1, Verlag der Österreichischen Akademie der Wissenschaften, Wien 2002, ISBN 3-7001-3043-0.